# 波萨达德瓦尔德翁
波萨达德瓦尔德翁，是西班牙卡斯蒂利亚-莱昂莱昂省的一个市镇。 总面积165平方公里，总人口492人（001年），人口密度3人/平方公里。